# Grande Prêmio dos Países Baixos de 1963
Resultados do Grande Prêmio dos Países Baixos de Fórmula 1 realizado em Zandvoort à 23 de junho de 1963. Terceira etapa da temporada, o mesmo foi vencido pelo britânico Jim Clark.

## Classificação da prova
| Pos. | Nº | Piloto                  | Construtor     | Voltas | Tempo/Diferença  | Grid | Pontos |
| ---- | -- | ----------------------- | -------------- | ------ | ---------------- | ---- | ------ |
| 1    | 6  | Jim Clark               | Lotus-Climax   | 80     | 2:08:13.7        | 1    | 9      |
| 2    | 18 | Dan Gurney              | Brabham-Climax | 79     | + 1 volta        | 14   | 6      |
| 3    | 2  | John Surtees            | Ferrari        | 79     | + 1 volta        | 5    | 4      |
| 4    | 30 | Innes Ireland           | BRP-BRM        | 79     | + 1 volta        | 7    | 3      |
| 5    | 14 | Richie Ginther          | BRM            | 79     | + 1 volta        | 6    | 2      |
| 6    | 4  | Ludovico Scarfiotti     | Ferrari        | 78     | + 2 voltas       | 11   | 1      |
| 7    | 36 | Jo Siffert              | Lotus-BRM      | 77     | + 3 voltas       | 17   |        |
| 8    | 42 | Jim Hall                | Lotus-BRM      | 77     | + 3 voltas       | 18   |        |
| 9    | 32 | Carel Godin de Beaufort | Porsche        | 75     | + 5 voltas       | 19   |        |
| 10   | 8  | Trevor Taylor           | Lotus-Climax   | 66     | + 14 voltas      | 10   |        |
| 11   | 28 | Jo Bonnier              | Cooper-Climax  | 56     | + 24 voltas      | 8    |        |
| Ret  | 12 | Graham Hill             | BRM            | 69     | Superaquecimento | 2    |        |
| Ret  | 16 | Jack Brabham            | Brabham-Climax | 68     | Acidente         | 4    |        |
| Ret  | 10 | Chris Amon              | Lola-Climax    | 29     | Water pump       | 12   |        |
| Ret  | 26 | Giancarlo Baghetti      | ATS            | 17     | Ignição          | 15   |        |
| Ret  | 24 | Phil Hill               | ATS            | 15     | Suspensão        | 13   |        |
| Ret  | 22 | Tony Maggs              | Cooper-Climax  | 14     | Superaquecimento | 9    |        |
| Ret  | 20 | Bruce McLaren           | Cooper-Climax  | 7      | Câmbio           | 3    |        |
| Ret  | 34 | Gerhard Mitter          | Porsche        | 2      | Embreagem        | 16   |        |
| WD   | 38 | Tony Settember          | Scirocco-BRM   |        | Retirou-se       |      |        |
| WD   | 40 | Ian Burgess             | Scirocco-BRM   |        | Retirou-se       |      |        |

## Tabela do campeonato após a corrida
|   | Pos. | Piloto         | Pontos |
| - | ---- | -------------- | ------ |
| 1 | 1    | Jim Clark      | 18     |
| 2 | 2    | Richie Ginther | 11     |
| 2 | 3    | Bruce McLaren  | 10     |
| 1 | 4    | Dan Gurney     | 10     |
| 2 | 5    | Graham Hill    | 9      |

|   | Pos. | Construtor     | Pontos |
| - | ---- | -------------- | ------ |
| 1 | 1    | Lotus-Climax   | 19     |
| 1 | 2    | BRM            | 14     |
|   | 3    | Cooper-Climax  | 10     |
|   | 4    | Brabham-Climax | 10     |
|   | 5    | Ferrari        | 7      |

- Nota: Somente as primeiras cinco posições estão listadas. Apenas os seis melhores resultados, dentre pilotos ou equipes, eram computados visando o título. Neste ponto esclarecemos: na tabela dos construtores figurava somente o melhor colocado dentre os carros de um time.